# 血管腫
血管腫（けっかんしゅ、ヘマンギオーマ、独: Hämangiom、英: Hemangioma, Haemangioma）または赤あざは、血管細胞に由来する通常良性の血管腫瘍である。文脈によっては、その類縁疾患を指す場合もある。
乳幼児に見られる最も一般的な形態は「いちご状血管腫」として知られる乳児血管腫で、出生時または生後数週間で皮膚に発生することが多い。血管腫は身体のどこにでも発生する可能性があるが、顔面、頭皮、胸部、背部に最もよく現れる。血管腫は最大1年ほど増大するが、子供が成長するにつれて徐々に小さくなる傾向がある。血管腫が視覚や呼吸を妨げたり長期的な醜状を引き起こしそうな場合は、治療が必要になることがある。稀に血管腫が他の医学的問題を引き起こしたり、その一因となる場合がある。通常、血管腫は10歳までに消失する。治療の第一選択薬はβ遮断薬であり、殆どの症例で高い効果が得られる。出生時に存在する血管腫は先天性血管腫と呼ばれ、生後に形成される血管腫は乳児血管腫と呼ばれる。
従来、血管腫という名称はリンパ管腫瘍や血管奇形によるものを含め、慣習的に広い範囲を指す病変として用いられてきた。近年、ISSVA分類により疾患概念が整理され、単純性血管腫・海綿状血管腫などは腫瘍ではなく血管奇形とされた。これにより、広義の血管腫を指すアンギオーマ（Angioma）という括りは解体され、脈管異常（脈管性腫瘍+脈管奇形）に再編された（#「血管腫」という呼称）。

## 血管腫 (Hemangioma) の分類

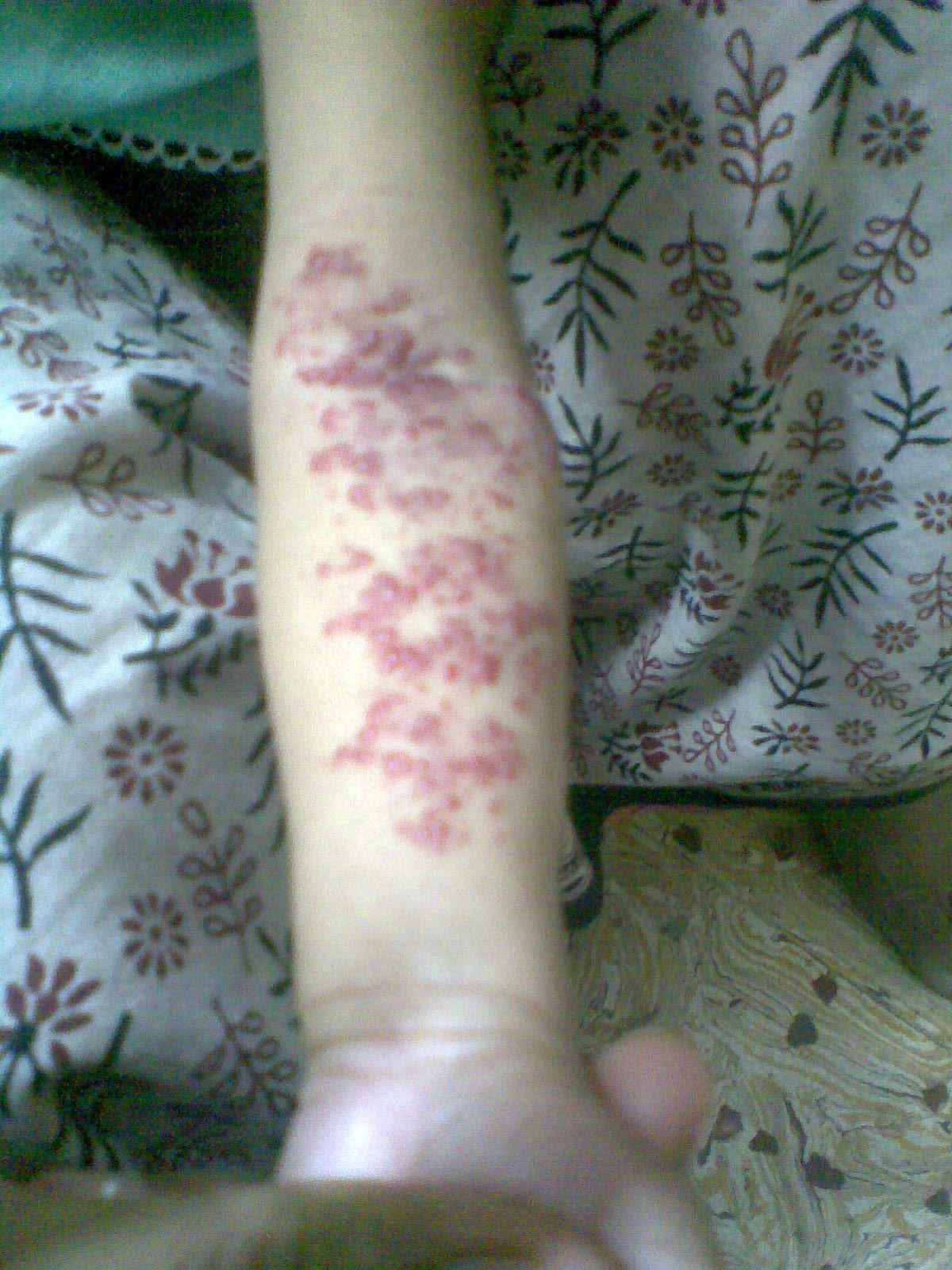
小児前腕の血管腫

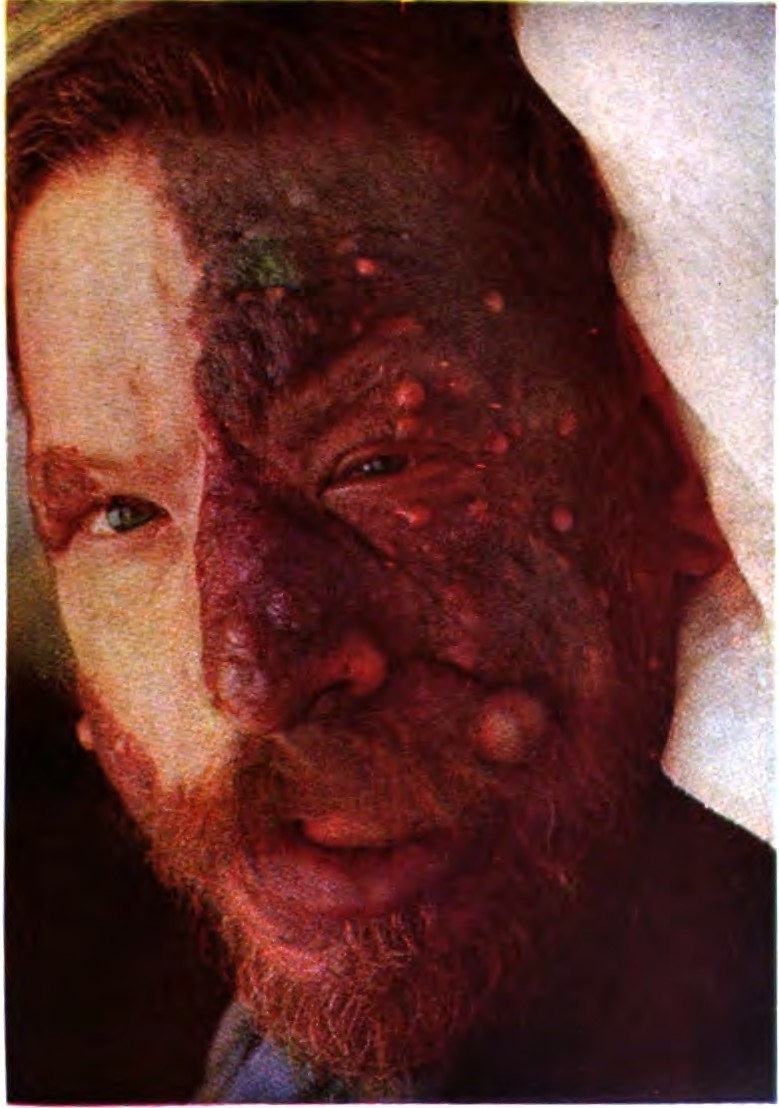
唇と舌を含む顔の半分を覆う血管腫

血管腫は良性（非癌性）の血管腫瘍であり、多くの異なるタイプが存在する。これらの血管腫の型に対する正しい用語は国際血管異常学会（ISSVA）によって更新されており、狭義の血管腫の多くは脈管異常の内の「脈管性腫瘍 (良性)」に分類されているが、クモ状血管腫（毛細血管拡張症）のように他に移動されているものもある。最も多く見られる血管腫は、乳児血管腫と先天性血管腫である。

### 乳児血管腫
乳児血管腫は、小児に最もよく見られる良性腫瘍である。血管で構成されており「いちご状血管腫」と呼ばれ、男児よりも女児に多く見られ、早産児に多い。血管腫は通常、生後数日から数週間の乳児の皮膚に発生し、最大1年間急速に成長する傾向がある。その後、大部分は問題なく縮小または退縮するが、一部は潰瘍化して瘡蓋を形成し、痛みを伴うことがある。場所と大きさによっては、外観を損なうこともある。
稀に、中枢神経系や脊椎の障害に関連する場合がある他、肝臓、気道、脳などの内臓に発生することもある。
血管腫の色は皮下の深さによって異なり、表在性（皮膚の表面に近い）血管腫は鮮やかな赤色であることが多く、深在性（皮膚の表面から最も遠い）血管腫は青色または紫色であることが多い。混合血管腫は表在性と深在性の両方の色を呈することがある。

### 先天性血管腫
先天性血管腫は出生後に発生する乳児血管腫とは異なり、出生時に皮膚に存在する。出生時に完全に形成されているため、乳児血管腫のように出生後に成長することはない。乳児血管腫よりも頻度は低い。先天性血管腫はピンク色から青色を呈している。
先天性血管腫は、縮小して消失するか、縮小せず消失しないか、部分的に縮小するかによって分類される。
- 急速退縮性先天性血管腫（Rapidly involuting congenital hemangioma; RICH）：急速に退縮し、すぐに消失する。
- 非退縮性先天性血管腫（Noninvoluting congenital hemangioma; NICH）：縮小せず残存する。
- 部分的退縮性先天性血管腫（Partially involuting congenital hemangioma; PICH）：部分的に縮小する。

### 単純性血管腫
単純性血管腫は出生時に存在する毛細血管奇形であり、平坦で境界鮮明な桃色～紅色の斑である。自然消退せず成長に伴い濃色化、肥厚し、不規則に隆起する。

### 肝海綿状血管腫

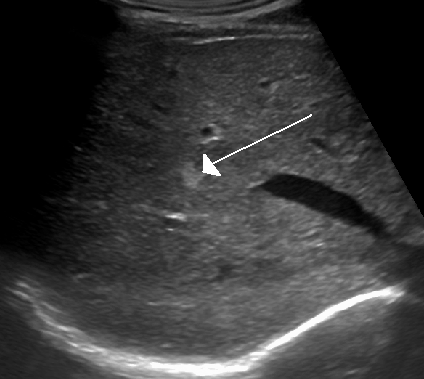
肝臓の血管腫 (超音波検査)

肝海綿状血管腫または肝血管腫は、肝内皮細胞からなる肝臓の良性腫瘍である。最も一般的な肝腫瘍であり通常は無症状で、放射線画像検査で偶然診断される。肝血管腫は先天性に発生すると考えられている。重大な合併症を引き起こす可能性のある巨大肝血管腫など、幾つかの亜型が存在する。

### 薬剤誘発性血管腫
薬剤誘発性血管腫は、発がん性を研究する非臨床毒性動物モデルにおいて、一部の薬剤の副作用として報告されている。例えば腸間膜リンパ節血管腫は、雄ラットにエンパグリフロジンを700mg/kg/日投与した場合に有意に増加した。これは、臨床用量25mgの曝露量の約42倍である。非臨床動物研究の結果より一部の薬剤はヒトでも血管腫を引き起こす可能性があることが推測されているが、治療薬の設計時に慎重投与することで、安全な使用が確保される。

## 診断
診断は通常臨床的である。血管腫の部位によってはMRIや超音波検査などの検査を行い、血管腫が皮膚のどの辺りまで達しているか、また内臓に影響を及ぼしているか否かを検査できる。

## 治療
血管腫は通常、時間の経過とともに徐々に消退し、多くの場合は治療を必要としない。但し外観を損なう可能性のある血管腫、または障害を引き起こす可能性のある部位（眼瞼、気道）に存在する血管腫は、主にβ遮断薬による早期の治療介入が必要である。管理選択肢には以下が含まれる： 
- プロプラノロールやアテノロールなどの経口β遮断薬は2008年から使用されており、血管腫の第一選択薬である。β遮断薬は合併症を引き起こす血管腫の治療に有効かつ安全であることが繰り返し実証されている[19]。β遮断薬は血管腫の血管を狭め、増殖を阻止し、自然細胞死を促進するなどの複数の機序を介して作用する。これらは血管腫の退色や縮小として観察される[20]。血管腫の約97％がプロプラノロールに反応し、生後2ヵ月未満の患者で最も大きな改善が見られる[21]。
- チモロールなどの局所用β遮断薬は薄い表在性血管腫に最も効果的である[22]。局所用チモロールの全身吸収が起こることが知られているため、経口用β遮断薬とは併用できない[23][24]。
- ステロイド系抗炎症薬
- レーザー手術
- 筋骨格系の疼痛管理に対する理学療法[25]

患者の病態に応じて其々治療されるので、治療法は各々異なる。

## 「血管腫」という呼称
歴史的に「血管腫」という訳語は、本項で主に説明したHemangiomaに加え、より広義の概念であるAngiomaや、その類縁疾患にも用いられていた。
Hemangiomaという語は1867年にフィルヒョウにより初めて使用された。Hemangiomaの語源は 古代ギリシア語: αἷμα, haima「血液」と ἀγγεῖον, (ἀνγεῖον), aggeion, (angeion)「容器」である。-omaは英語で用いられる接尾辞で、「腫瘍」を意味する。
一方、Angiomaという語は1870年に初めて使用された。古代ギリシャ語では ἀγγεῖον は「血管」の意味も含んでいたので、Angiomaもまた「血管腫」である。ISSVA分類以前は血管やリンパ管が目立つ状態を一括して “-angioma”と呼んでいた。
ISSVA分類以前の血管腫（アンギオーマ、独: Angiom、英: Angioma）は、狭義の血管腫（血管性腫瘍、ヘマンギオーマ、独: Hämangiom）、リンパ管腫（独: Lymphangiom、英: Lymphangioma）、血管奇形（独: Gefäßmalformation、英: Vascular malformation）を併せた用語である。広義の血管腫は即ち「血管」腫といいつつリンパ管の異常をも含む広く漠然とした概念であり、また血管「腫」という名称ながら、身体の成長を超えて増大、浸潤、転移、縮小しない疾患（奇形/形態異常）も含まれていた。このうち血管腫、リンパ管腫は何らかの原因で血管やリンパ管が異常拡張や異常増殖して起こる良性腫瘍であり、浸潤・転移しない点で悪性腫瘍である血管肉腫（独: Hämangiosarkom）とは区別される。皮膚表面付近にできた場合は母斑の一種とされる場合もある。
「血管腫」という訳語は明治時代の西洋医学導入期に作成されたと思われるが、明らかではない。Hemangiomaが血管の腫瘤である他、Angiomaも主に血管の病変を指していたので、共に「血管腫」と訳されたと思われる。血管腫（Angioma, Hemangioma）という言葉は個々の疾患名にも用いられている。乳児血管腫（Infantile hemangioma）や老人性血管腫（Cherry angioma）、クモ状血管腫（Spider angioma）などがあり、被角血管腫（Angiokeratoma）や、古くはグロムス腫瘍（Glomus tumor）もグロムス血管腫と呼ばれるなど、「血管腫」という訳語はangiomaより広い範囲について用いられている。
血管腫瘍および血管奇形を定義、記述、分類するために使用される用語は、時代とともに変化してきた。血管腫瘍および奇形血管腫という用語はもともと、出生時またはその前後に存在するか、あるいは生後に出現するかにかかわらず、あらゆる血管腫様構造を表すのに使用されていた。1982年、MullikenとGlowackiは血管内皮細胞の特性に基づく血管異常の新しい分類体系を提唱した。この分類体系は広く受け入れられ、国際血管異常学会（International Society for the Study of Vascular Anomalies; ISSVA）によって採用された後も改訂を続け、2025年現在で2025年版が公開されている。

## 血管腫とよばれる類縁疾患
- 単純性血管腫（ポートワイン母斑）→毛細血管奇形
- いちご状血管腫（乳児血管腫）
- 先天性血管腫（英語版）（NICH（英語版），RICH（英語版），PICH）
- カサバッハ・メリット症候群（英語版）
- 海綿状血管腫（英語版）→静脈奇形
- 静脈湖（英語版）（老人性血管腫の一種）
- 正中部母斑 (サーモンパッチ)、Unna母斑（英語版）（単純性血管腫の一種）
- 老人性血管腫（さくらんぼ色血管腫）
- 房状血管腫

## 皮膚以外での血管腫
- 肝臓血管腫（英語版）
- 食道血管腫
- 化膿性肉芽腫（英語版）

## 血管腫にまつわる民間伝承
新生児にみられるバースマーク（赤あざ）は目立ちやすいので、様々な意味を見出そうとする人々がいる。
- 額の中央に位置するサーモンパッチは「天使のキスマーク」と言われている[40]。
- うなじや後頭部に位置するウンナ母斑は「コウノトリのクチバシの跡」と言われる[40]。
- 妊婦が火事を見る/火事場へ出ると赤い痣のある子供が生まれるという俗信がある[41]。
- スピリチュアルの世界では痣の部位によって、頭：「機転が利く」、手：「手に才能が眠っている」、足：「行動的な人」、腕：「今世への警告」、胸：「愛情を多く与える使命」、肩：「コンプレックスに関係する」などと言われている[42][43]。